# Bad Windsheim
Bad Windsheim là một thành phố Bayern, Đức. Nó nằm trong huyện Neustadt an der Aisch-Bad Windsheim, về phía tây của Nürnberg.